# Катализа
Катализата е забавянето или ускоряването на химичните реакции в присъствието на химични вещества, наречени катализатори. Те променят скоростта на химичните реакции, без сами по себе си да търпят значителни качествени и количествени изменения в края на процеса. При каталитичните процеси съществено влияние оказва състоянието на веществата, които участват в реакцията – дали участващите в реакцията вещества са в едно и също агрегатно състояние и образуват еднородна смес или не.

## Исторически сведения
Терминът „катализатор“, широко дефиниран като всичко, което увеличава скоростта на даден процес, произлиза от гръцки καταλύειν, което означава „развръзвам“, „разрешавам“ или „разхлабвам“. Концепцията за катализа е създадена от британската химичка Елизабет Фулам и описана в книга от 1794 г., базирана на нейната нова работа в окислително-редукционните реакции. Първата химическа реакция в органичната химия, която съзнателно използва катализатор, е изследвана през 1811 г. от руския химик от немски произход Готлиб Кирхоф, който открива катализираното от киселина превръщане на нишестето в глюкоза. Терминът катализа по-късно е въведен от Йонс Якоб Берцелиус през 1835 г., за да опише реакции, които се ускоряват от вещества, които остават непроменени след реакцията. Фулхам, която предшества Берцелиус, работи с вода, за разлика от метали в нейните експерименти за редукция. Други химици от XVIII век, които са работили в катализата, са Айлхард Мичерлих, който я нарича контактни процеси, и Йохан Волфганг Дьоберайнер, който говори за контактно действие. Той разработва т.нар. лампа на Дьоберайнер, запалка, базирана на водород и платинена гъба, която има търговски успех през 1820 г., и която продължава да съществува и днес. Хъмфри Дейви открива използването на платина в катализа. През 1880 г. Вилхелм Оствалд от Лайпцигския университет започва систематично изследване на реакции, катализирани от присъствието на киселини и основи, и установява, че химичните реакции протичат с ограничени скорости и че тези скорости могат да се използват за определяне на силата на киселините и основите. За тази работа Оствалд е удостоен с Нобелова награда за химия през 1909 г. Руско-американският химик Владимир Ипатиев извърва някои от най-ранните реакции в индустриален мащаб, включително откриването и комерсиализацията на олигомеризацията и разработването на катализатори за хидрогениране.

## Катализатори
Съвременното определение за катализатор е вещество, което променя скоростта на химичната реакция, като взема непосредствено участие в нея, но остава непроменено по количество и химичен състав. Катализаторите не могат да предизвикват извършването на химична реакция, която по принцип не може да протече. Те променят скоростта на такива реакции, които протичат и без катализатор.
Заради специфичността си обикновено един катализатор катализира само една реакция, но има и такива, напр. Н+ и ОН-, които катализират определен тип реакции.
Най-честият случай на катализа е положителната катализа, при която катализаторите ускоряват реакциите. Има и вещества, които забавят скоростта на някои реакции. Тези вещества се наричат инхибитори. В такива случаи се говори за отрицателна катализа. Най-често инхибиторите намаляват действието на някой друг положителен катализатор. Например, за да се запази по-дълго време Н2О2, към водния му разтвор се прибавя барбитурова киселина. Приема се, че тя намалява положителното каталитично действие на някои примеси в разтвора, които ускоряват реакцията на разлагане на Н2О2. Друг пример е уротропинът, който забавя корозията. Изучаването на различните видове отрицателна катализа показва, че ролята на отрицателния катализатор е унищожаване на присъстващите едновременно положителни катализатори или до довеждане в нереактивно състояние на част от най-активните молекули в реагиращото вещество, които определят бързото протичане на процеса.
От енергийна гледна точка каталитичното ускорение на дадена реакция се определя от понижаване на необходимата за нейното протичане активираща енергия. Така например, активиращата енергия на процеса за разпадане на йодоводород до H2 и I2 без катализатор е 44 kcal/mol, а в присъствието на метално злато се понижава до 25 kcal/mol.
Активността на катализаторите може да се променя под действието на малки количества от други вещества, които сами по себе си не са катализатори. Вещества, които деактивират катализаторите, се наричат каталитични отрови, а тези, които допълнително повишават тяхната каталитична активност – промотори или активатори. Наличието на следи от кислород, въглероден оксид или арсенови съединения отравя действието на железен катализатор при амонячен синтез.

## Видове катализа
- Хомогенна катализа. Процеси, при които реагиращите вещества и катализаторът са в една и съща фаза, са хомогенно-каталитични, а катализата е хомогенна. Хомогенно-каталитичните процеси протичат в газова или течна хомогенна система. Тя има еднакъв състав и свойства във всяка точка от своя обем. Механизмът на хомогенната катализа протича чрез междинни реакции. Според тази теория бавнопротичащата реакция:

{\displaystyle {\ce {A + B -> AB}}} може да се ускори, ако в присъствието на катализатор К, тя премине през по-бързи междинни реакции до образуването на междинни, химически по-реактивни вещества между катализатора и реагиращите вещества:
{\displaystyle {\ce {A + K -> AK}}}
{\displaystyle {\ce {AK + B -> AB + K}}}.
С тази теория се обяснява, че катализаторът остава непроменен качествено и количествено. В хомогенна среда каталитичното действие е правопропорционално на количеството на катализатора, тъй като скоростта на междинната реакция е правопропорционална на концентрацията на катализатора.
- Хетерогенна катализа. Процеси, при които реагиращите вещества и катализаторът са в различни агрегатни състояния са хетерогенни. Фазите се разделят с фазова повърхност. На граничната повърхност съставът и свойствата се изменят със скок. Тук катализата се извършва само с повърхността на катализатора и обикновено се свежда до процеси на адсорбция.[4]
- Микрохетерогенна ензимна катализа. Процеси, които се извършват в живите организми под действие на биохимични катализатори (ензими или ферменти) – високомолекулни вещества, колоидно диспергирани в средата на реагиращите вещества.
- Автокатализа. Процеси, при които един от реакционните продукти действа като катализатор, се наричат автокаталитични.